# Гребеняки (Шишацкий район)
Гребеняки (укр. Гребеняки) — село,
Ковердинобалковский сельский совет,
Шишацкий район,
Полтавская область,
Украина.
Код КОАТУУ — 5325782803. Население по переписи 2001 года составляло 1 человек.

## Географическое положение
Село Гребеняки находится на расстоянии в 1 км от села Ковердина Балка.
По селу протекает пересыхающий ручей с запрудой.